# Corcoesto
Corcoesto (llamada oficialmente San Pedro de Corcoesto) es una parroquia española del municipio de Cabana de Bergantiños, en la provincia de La Coruña, Galicia.

## Entidades de población
Entidades de población que forman parte de la parroquia:
- A Fontaíña
- Baralláns
- Bello
- Braña (A Braña)
- Cardezo
- Castro (O Castro)
- Corcoesto Lugar Grande (O Lugar Grande)
- Cruces
- Cures
- De Quente (O Dequente)
- Fonterremula
- Lamas (As Lamas)
- Millán
- Montefurado
- Perrol
- Rectoral (A Rectoral)
- Regoseco
- Santa Margarita de Baneira (Santa Margarida de Baneira)
- Teixedo

## Despoblado
- Xabarido

## Demografía
| Gráfica de evolución demográfica de Corcoesto entre 2000 y 2018 |
|                                                                 |
| Datos según el nomenclátor publicado por el INE.                |